# Producción colaborativa basada en productos comunes
La producción colaborativa basada en productos comunes (CBPP, por sus siglas en inglés) es un término acuñado el profesor de Derecho Yochai Benkler. Describe un modelo nuevo de producción socioeconómica en el que un gran número de personas  trabaja  cooperativamente (normalmente en Internet). Los proyectos basados en productos comunes generalmente tienen menos estructuras jerárquicas rígidas que aquellos bajo modelos empresariales más tradicionales. A menudo —pero no siempre— los proyectos basados en bienes comunes, están diseñados sin necesidad de compensación financiera para los colaboradores. Por ejemplo, la compartición de ficheros de diseño STL  para objetos disponibles libremente en internet, facilita que cualquiera, con una impresora 3-D, replique digitalmente (fabricación distribuida), ahorrándole al prosumidor un poco de dinero significativo.
El término se utiliza a menudo de forma intercambiable con el de producción social, red de trabajo mancomunado abierto, producción entre iguales basada en el dominio público; sin embargo, la adecuada interpretación del término sería producción entre pares basada en bienes comunes.

## Concepto
CBPP es una nueva forma de crear y distribuir valor, un nuevo sistema social autoorganizado para el manejo de recursos a largo plazo que preserva valores comunes y una identidad comunal, con mínima o nula dependencia del mercado o del gobierno. Este cuenta con tres componentes: un recurso, una comunidad reunida alrededor del mismo y un conjunto de reglas que vele por el recurso y la comunidad en sí misma.
Asimismo, está basado en el concepto de producción entre pares (P2P o peer-to-peer, en inglés), que es un tipo de relaciones sociales no jerárquico y no coercitivo. Este habilita un nuevo modo de producción que utiliza la infraestructura tecnológica con el fin de escalamiento o de difusión. La relación entre la producción entre pares y los bienes comunes habilita las capacidades para acciones contributivas.

## Principios
En primer lugar, los objetivos potenciales de la producción por pares deben ser modulares. En otras palabras, los objetivos deben ser divisibles en componentes, o módulos, cada uno de los cuales puede ser producido independientemente. Esto permite a los participantes trabajar asincrónicamente, sin tener que esperar las contribuciones de cada uno o coordinarse entre sí de manera personal.
En segundo lugar, la granularidad de los módulos es esencial. La granularidad se refiere al grado en que los objetos se descomponen en piezas más pequeñas (tamaño del módulo). Los diferentes niveles de granularidad permitirán que personas con diferentes niveles de motivación trabajen juntas contribuyendo con módulos de grano pequeño o grande, de acuerdo con su nivel de interés en el proyecto y su motivación.
En tercer lugar, una empresa exitosa de producción por pares debe tener una integración de bajo costo, es decir, el mecanismo por el cual los módulos se integran en un producto final completo. Así pues, la integración debe incluir tanto controles de calidad de los módulos como un mecanismo para integrar las contribuciones en el producto final a un costo relativamente bajo.

## Participación
La participación en la producción por pares basada en bienes comunes suele ser voluntaria y no está necesariamente asociada a la obtención de beneficios. Así pues, la motivación de este fenómeno va mucho más allá de las teorías capitalistas tradicionales, que presentan a los individuos como agentes egoístas y racionales; esa representación se denomina también Homo economicus.
Sin embargo, puede ser explicado a través de teorías alternativas como la economía del comportamiento. El famoso psicólogo Dan Ariely en su trabajo Predictiblemente Irracional explica que las normas sociales moldean las decisiones de la gente tanto como las normas del mercado. Por lo tanto, los individuos tienden a estar dispuestos a crear valor debido a sus construcciones sociales, sabiendo que no se les pagará por ello. Dibuja un ejemplo de cena de acción de gracias, ofreciendo una factura por la que se ofendería al miembro de la familia, que la preparó motivado por el placer de tratar a los miembros de la familia.
Del mismo modo, los proyectos basados en el dominio público, como afirma Yochai Benkler, son el resultado de individuos que actúan "por motivaciones sociales y psicológicas para hacer algo interesante". Continúa describiendo la amplia gama de razones como el placer, las experiencias social y psicológicamente gratificantes, hasta el cálculo económico de las posibles recompensas monetarias (no necesariamente del proyecto en sí).
Por otra parte, la necesidad de colaboración e interacción se encuentra en el centro mismo de la naturaleza humana y resulta ser una característica muy esencial para la supervivencia de uno. Mejorada con las tecnologías digitales, que permiten una colaboración más fácil y rápida que antes no era tan notable, dio lugar a una nueva tendencia social, cultural y económica denominada sociedad colaborativa. Esta teoría esboza otras razones para que los individuos participen en la producción entre iguales, como la colaboración con extraños, la construcción o la integración en una comunidad o la contribución a un bien general

## Ejemplos
Entre los ejemplos se incluyen:

Ejemplos adicionales de comunidades de producción colaborativa basada en bienes comunes (por el proyecto P2Pvalue)

Un día viviendo con comunidades de producción colaborativas basadas en bienes comunes (por el proyecto P2Pvalue).

- Linux, un kernel de sistema operativo informático.
- GNU, un sistema operativo informático generalmente utilizado conjuntamente con el kernel Linux
- Slashdot, un sitio de noticias y de anuncios
- Wikipedia, una enciclopedia en línea
- Distributed Proofreaders, que hace pruebas de lectura de e-textos para publicación en Proyecto Gutenberg
- Seti@home, un proyecto que busca vida extraterrestre
- Kuro5hin, un sitio de discusión para tecnología y cultura
- Clickworkers, un programa de ciencia ciudadana
- Sourceforge, una organización de desarrollo de software
- Sensorica, una organización en red de desarrollo del hardware, que utiliza el modelo de red de valor abierto.
- Proyecto RepRap, un proyecto para crear impresora 3D de autorreplicado de fuente abierta.
- Bahía Pirata, un índice compartido de bittorrents.
- OpenStreetMap, un mapa libre del Mundo
- Appropedia, un proyecto para desarrollo de tecnología apropiada de código abierto
- Wikiprogress, un proyecto para recoger información y datos para medir el progreso de las sociedades
- Ushahidi, mapas de fuente popular
- Ecología de código abierto, un proyecto para diseñar y construir máquinas industriales de código abierto, fabricadas por eXtreme Manufacturing
- GROWL, una red educativa de decrecimiento (degrowth)que produce materiales abiertos y curricula
- Community Garden (Jardín comunitario), donde las personas trabajan juntas para hacer crecer cosas y compartir los frutos de su trabajo.